# 예 (유교)
예(禮)는 유교의 전통적인 종교의례·윤리·습속·제도 등의 각 관행(慣行)을 말한다.
고대의 주왕조(周王朝) 체제 확립에 공이 컸던 주공(周公)이 만든 것, 또는 대성(大成)시킨 것이라고 하나 실제로는 중국 고대에서 현실적으로 왕이나 제후의 궁정이나 촌락공동체 및 가족공동체에서 행했던 관행을 제도화한 것이다. 오랫동안 유교에 의해서 수용(受容)되어 중국인 사회질서의 감각을 규정했다. 유교는 이 전통적 관행에 담겨진 의의를 생각하고 또한 그 정리를 행하여 덕목(德目)의 형태로 하고 사람들에게 그 실천을 설유했다. 예교(禮敎)라고 불리는 것은 그 때문이다. 공자는 예를 실천하는 인간의 주체성에서 인간다움을 발견하고 이를 '인(仁)'이라 하여 예의 실천이 인간으로서의 조건이라고 생각했는데, 예는 인간행동의 규범인 동시에 중국인의 인격형성의 소재(素材)이기도 했다.

## 건물 이름에 들어간 예
서울시 종로구 세종대로 경복궁 흥례문에 례자도 禮자가 들어간다.

## 성인
유교에서의 성인에는 두 가지 의미가 있다.
첫째는 예의 창작자라는 의미이다. 성인이란 예를 만들어 인류에게 문명을 가져다 주는 사람으로 해석한다. 예는 원래 고대 중국 사회에서 행해졌던 전통적인 모든 관행을 정리하고 제도화한 것으로서 그 기원은 분명치 않다. 유교에서는 예(전통적 문명)는 전설상의 제왕(帝王)인 요·순과 하왕조(夏王朝)를 창시한 우(禹)·은(殷)의 탕왕(湯王), 주의 문왕·무왕에 의해서 만들어지고 전해졌으며, 주공(周公)에 의해 대성되었다. 그것은 그 후 공자·맹자에 의해 후세에 전해져 오늘에 이르렀으며 이러한 사람을 작례성인(作禮聖人)이라 하고 숭앙했다.
둘째는 예의 체득자(體得者)라는 의미이다. 예는 사회의 여러 관행을 제도화한 것이기 때문에 거기에는 사람이 행해야 할 길(규범)이라는 성격이 있다. 그리고 성인들은 예를 만들었기 때문에 예의 체득자였다는 것이며 예의 체득을 목표로 하는 유교의 이상적 인격상(理想的人格像)이 되기에 이른다. 거기에서 성인은 '학(學：禮의 학습·실천)'에 의해서 이루어질 수 있다는 사고방식이 생겨났다.

## '예'와 인명
'예'의 덕목을 본받으라는 뜻에서 '예' 자를 이름에 넣는 사람도 있는데, 예진 (禮珍), 예림 (禮琳), 예주 (禮珠), 예은 (禮恩), 예지 (禮智) 등의 이름이 있다. 주로 여자가 쓴다.

## '예'와 지명
대한민국에서 '예'의 덕목을 따라 '예' 자를 사용하는 지명은 예산군 (禮山郡)뿐이다. 조선 시대에는 예안군 (禮安郡)도 있었다.

## 같이 보기
- 예의

## 참고 문헌
- 이 문서에는 다음커뮤니케이션(현 카카오)에서 GFDL 또는 CC-SA 라이선스로 배포한 글로벌 세계대백과사전의 내용을 기초로 작성된 글이 포함되어 있습니다.